# ベネッシュ式記譜法

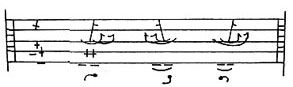
ベネッシュ式記譜法の例

ベネッシュ式記譜法（英語: Benesh Movement Notation、またはBenesh Notation、Benesh choreology、BMN）は、ダンスなどの人間の動作を舞踊譜として記録するために用いられる記譜法の一つである。1940年代後半に、ジョアン・ベネッシュとルドルフ・ベネッシュにより発明されたもので、人体を抽象化し、記号によってある時点での姿勢を表現するものである。振付や理学療法の他、イギリスのダンス教育機関ロイヤル・アカデミー・オブ・ダンスにおいてバレエの教授に使用されている。ベネッシュノーテーションあるいはベネッシュ式記譜法と書かれる場合もある。
ベネッシュ式記譜法は、五線譜に左書きで書かれ、時間の経過は楽譜における小節のような縦線で示される。音楽で使われる楽譜とよく似ており、音楽の伴奏とともに記譜できる（この場合通常は楽譜の下に書かれる）のが特徴である。

## 歴史
1955年、ルドルフ・ベネッシュは、「動作記譜による、あらゆる形態の人体の動作の美的および科学的研究」としてベネッシュ式記譜法を公表した。1997年にはベネッシュ式記譜法の改良・普及を目的として設立されたベネッシュ協会がロイヤル・アカデミー・オブ・ダンスと合併し、以後ロイヤル・アカデミー・オブ・ダンスでの教授にベネッシュ式記譜法が利用されるようになった。

## 表記法

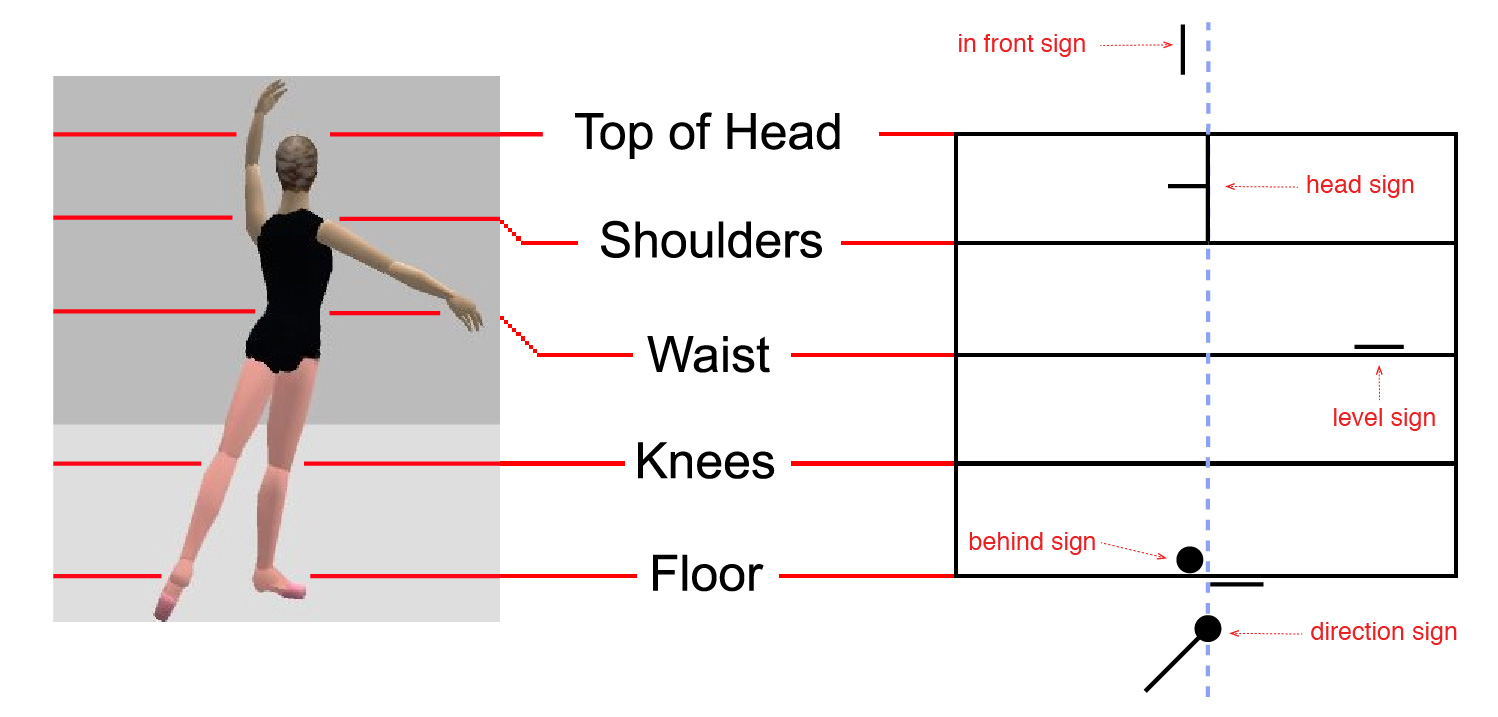
ベネッシュ式記譜法の例。縦の点線はフレームの中心を示しているが、これは記譜法そのものには含まれない。「顔は前向き、左手は真上やや前方に挙げて、右手を右横・腰の高さに出し、右足は真下、左足は左斜め後ろ45度に伸ばす」という姿勢が記譜されている。

ベネッシュ式記譜法では、ダンサーを頭頂から足先までまっすぐ伸びる棒に見立てて、後ろから見たダンサーの四肢の位置をプロットする。五線は上から頭頂、肩、腰、膝、足の位置に対応し、それぞれの位置に記号を付して四肢の向きや曲げ方などを表している。こうして書かれたフレームは、ある瞬間のダンサーの姿勢を完全に表現している。
短い水平線は体の冠状面（腹側と背側を分ける面）上の手または足の位置を表す。また、短い垂直線は体の前の平面にある手または足を表し、ドットは体の後ろの平面にある手または足を表す。これにより、床からの手足の高さや体の正中線からの距離を視覚的に書き表すことができる。五線譜の第四間（頭頂を示す線と肩を示す線の間）に描かれた線は、動作により頭の位置が変わったときに、変わった後の頭の位置を示している。また、身体の向きの変化は、五線譜の下に示される。